# Oblast de Rostov

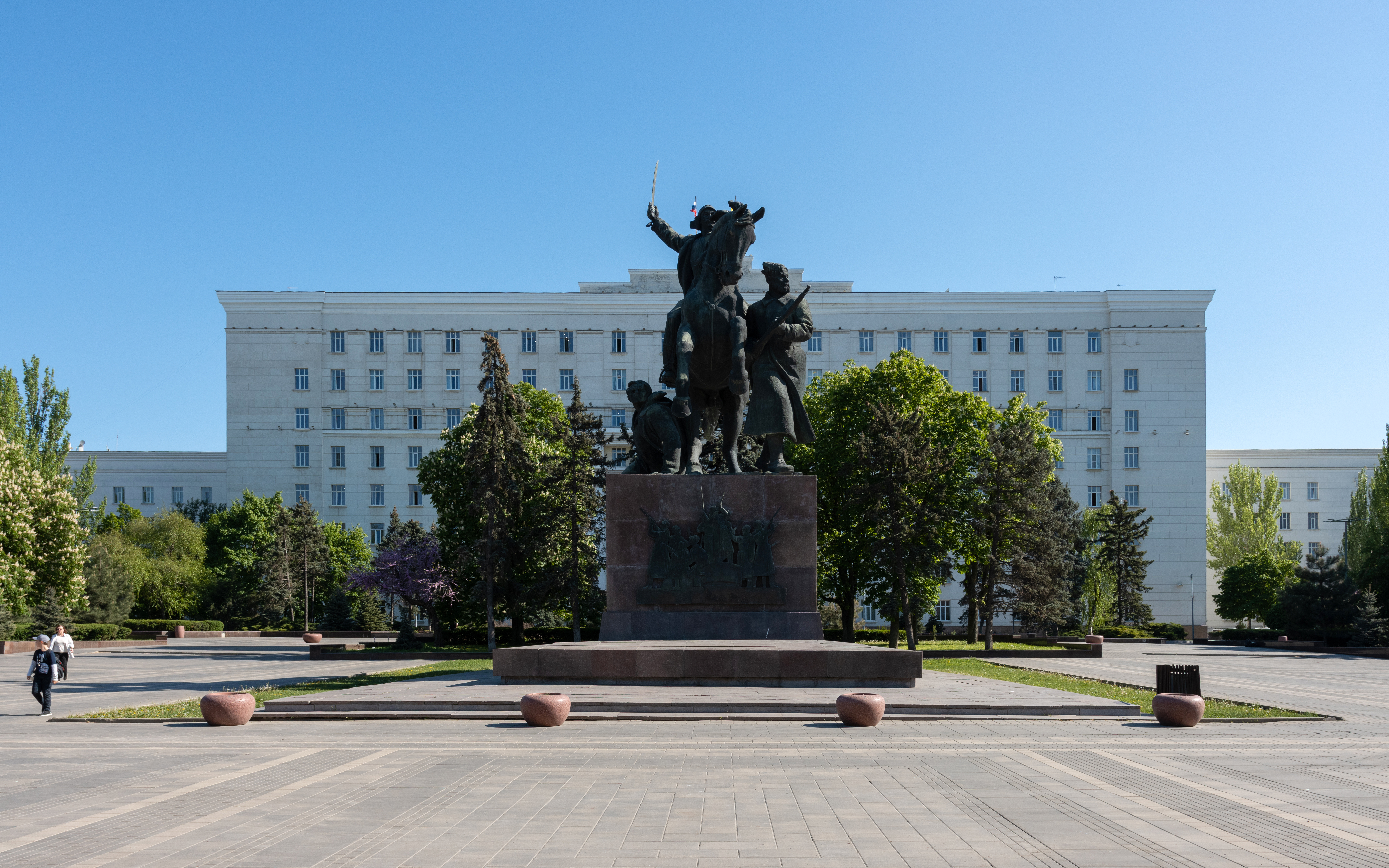
Siège de l'administration de l'oblast de Rostov.

L'oblast de Rostov (en russe : Росто́вская о́бласть, Rostovskaïa oblast) est une subdivision régionale (un oblast), du district fédéral du Sud de la Russie.
L'oblast de Rostov est situé au sud-ouest de la Russie avec une superficie de 100 967 km2 et compte 4 202 337 habitants en 2019. Sa capitale administrative est la ville de Rostov-sur-le-Don, qui est également devenue la capitale du district fédéral du Sud en 2002.
Les principales industries sont l'agriculture, l'agro-alimentaire, l'industrie lourde, le charbon et la fabrication automobile.
L'oblast de Rostov a des frontières avec l'Ukraine (oblasts de Donetsk et de Louhansk), l'oblast de Volgograd au nord-est et celui de Voronej au nord-ouest. Il est aussi contigu avec les kraïs de Krasnodar et Stavropol, ainsi qu'avec la république de Kalmoukie.
Le Don, un des plus grands fleuves d'Europe, traverse l'oblast. Les lacs recouvrent seulement 0,4 % de la superficie de l'oblast.

## Géographie
L'oblast de Rostov est situé dans la partie européenne de la Russie. Adossée à la mer d'Azov, la région est limitrophe : par l'ouest, de l’Ukraine ; par le nord-ouest, de l’oblast de Voronej ; par le nord-est et l'est, de l’oblast de Volgograd ; par le sud-est et le sud, de la république de Kalmoukie ; par le sud, du kraï de Stavropol ; et enfin par le sud-ouest, du kraï de Krasnodar.

### Relief
La région occupe le sud de la plaine d'Europe orientale et les marches du Caucase. En aval du Don, elle est dominée par un relief de plaines et de collines.
L'oblast est arrosé par le Don et son affluent par la rive droite, le Donets, qui se déverse dans la mer d'Azov au golfe de Taganrog. Les forêts recouvrent 2,8 % de la superficie de l’Oblast, les lacs environ 0,4 %. Une partie du lac-réservoir de Tsimliansk se trouve sur le territoire de l’oblast de Rostov.

### Climat
Du point de vue climatique, la région se rattache à la zone continentale tempérée. Au mois de janvier, la température moyenne fluctue entre −9 °C (au nord) et −5 °C (sud), et en juillet entre 22 °C et 24 °C. Le volume des précipitations augmente d'est en ouest, de 400 mm à 650 mm. La période de floraison dure 170 à 190 jours.

## Histoire

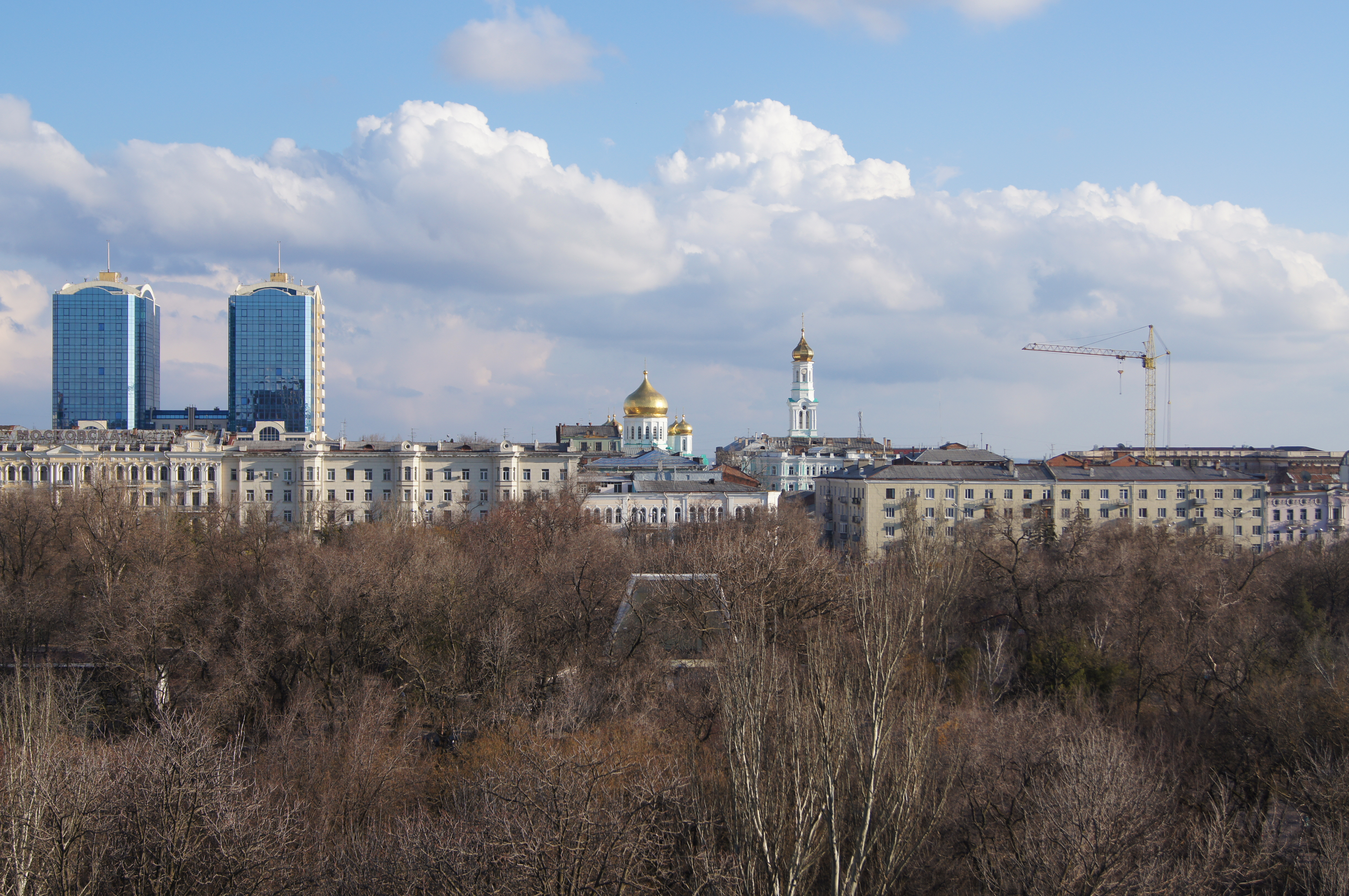
La capitale, Rostov-sur-le-Don.

Les guerres continuelles avec les Tatars de Crimée avaient fini par dépeupler cette région, lorsqu'au XVIe siècle des paysans armés, les Cosaques, entreprirent de s'y installer. La capitale des Cosaques du Don était Tcherkassk puis, en 1805, Novotcherkassk. Les Cosaques bénéficiaient de la sûreté personnelle, étaient affranchis de la corvée et des impôts. Les Ottomans stationnaient dans la ville d'Azov une garnison considérable. Cet objectif stratégique fut attaqué par les Russes à plusieurs reprises tout au long du XVIIe siècle (entre autres en 1696 sous le règne de Pierre le Grand) ; il tomba définitivement aux mains de l'Empire russe au XVIIIe siècle, donnant aux tsars un débouché permanent sur la Mer d'Azov.
Au XVIIIe siècle, la région fut officiellement annexée par la Russie. Les Cosaques, recrutés comme auxiliaires, finirent par former une part importante de l’Armée impériale russe. L'impératrice Catherine II entreprit une politique active de peuplement et de colonisation de la région : en 1760 elle fit édifier une nouvelle place forte, l'actuelle Rostov-sur-le-Don. Cette place devint par la suite un important centre économique et militaire de la vallée du Don, ce qui en faisait « la porte du Caucase ». En 1779, on y déplaça de force les Arméniens de Crimée. La colonisation de la vallée du Don stimula l'agriculture, avec l'implantation de la vigne et du tabac ; le tabac du Don, en particulier, s'avéra d'une excellente qualité et s'imposa comme l'un des principaux produits d'exportation. La région des cosaques du Don était, elle, réputée pour ses élevages de chevaux, qui pouvaient s'enorgueillir d'une longue tradition. 
L’industrie, en revanche, ne se développa que très lentement ; elle se concentra d'abord sur la valorisation des produits du terroir et l’agro-alimentaire. L'expansion du début du XXe siècle s'explique essentiellement par l'afflux de capitaux étrangers : le Donbass, qui déborde en partie sur l'Ukraine, s'avéra très riche en ressources minières, notamment en houille et lignite. Jusqu'en 1917, on en extrayait les trois-quarts du charbon russe. En 1913, l'actuel oblast de Rostov contribuait à hauteur de 6,6 % à la production sidérurgique russe, et de 9,7 % pour la houille. Mais la Première Guerre mondiale et la révolution d’Octobre ravagèrent ce bassin industriel naissant et ruinèrent pour une décennie le développement économique de la région. Dans les frontières de l'actuel oblast, plus de 6 600 foyers cosaques furent incendiés, ravages suivis en 1919 par les arrestations en masse et la déportation des Cosaques. Le Parti communiste avait décidé de mettre un terme au particularisme cosaque : il prohiba le port de l'uniforme cosaque, fit traduire en russe les noms des villages et des lieux-dits.
Le rétablissement de l'appareil industriel et agricole démarra en 1922. Les grandes usines de la vallée du Don furent aménagées à partir de 1926 ; mais la Seconde Guerre mondiale frappa de plein fouet l'oblast de Rostov, et la ville de Rostov-sur-le-Don fut en grande partie détruite. La population de la région qui était avant guerre de 2,95 millions d'habitants, ne dépassa ce chiffre qu'à partir de 1954, et il fallut attendre 1960 pour voir la fin des travaux de reconstruction.

## Population et société

### Démographie
| 2002      | 2010      | 2016      | 2019      | 2021 |
| --------- | --------- | --------- | --------- | ---- |
| 4 404 013 | 4 277 976 | 4 236 000 | 4 202 337 | -    |

| Année | Fécondité | Fécondité urbaine | Fécondité rurale |
| ----- | --------- | ----------------- | ---------------- |
| 1990  | 1,80      | 1,62              | 2,34             |
| 1991  | 1,71      | 1,52              | 2,25             |
| 1992  | 1,58      | 1,37              | 2,13             |
| 1993  | 1,39      | 1,22              | 1,82             |
| 1994  | 1,41      | 1,25              | 1,80             |
| 1995  | 1,34      | 1,18              | 1,71             |
| 1996  | 1,26      | 1,12              | 1,61             |
| 1997  | 1,19      | 1,05              | 1,51             |
| 1998  | 1,16      | 1,04              | 1,46             |
| 1999  | 1,06      | 0,93              | 1,39             |
| 2000  | 1,12      | 0,98              | 1,45             |
| 2001  | 1,12      | 0,99              | 1,44             |
| 2002  | 1,18      | 1,05              | 1,50             |
| 2003  | 1,21      | 1,08              | 1,54             |
| 2004  | 1,23      | 1,12              | 1,49             |
| 2005  | 1,17      | 1,07              | 1,41             |
| 2006  | 1,21      | 1,09              | 1,47             |
| 2007  | 1,29      | 1,16              | 1,60             |
| 2008  | 1,36      | 1,24              | 1,64             |
| 2009  | 1,37      | 1,24              | 1,67             |
| 2010  | 1,38      | 1,27              | 1,66             |
| 2011  | 1,39      | 1,27              | 1,71             |
| 2012  | 1,51      | 1,37              | 1,88             |
| 2013  | 1,52      | 1,38              | 1,91             |
| 2014  | 1,61      | 1,44              | 2,03             |
| 2015  | 1,63      | 1,54              | 1,83             |
| 2016  | 1,60      | 1,52              | 1,77             |
| 2017  | 1,46      | 1,38              | 1,64             |
| 2018  | 1,42      | 1,34              | 1,57             |
| 2019  | 1,35      | 1,28              | 1,50             |

### Villes

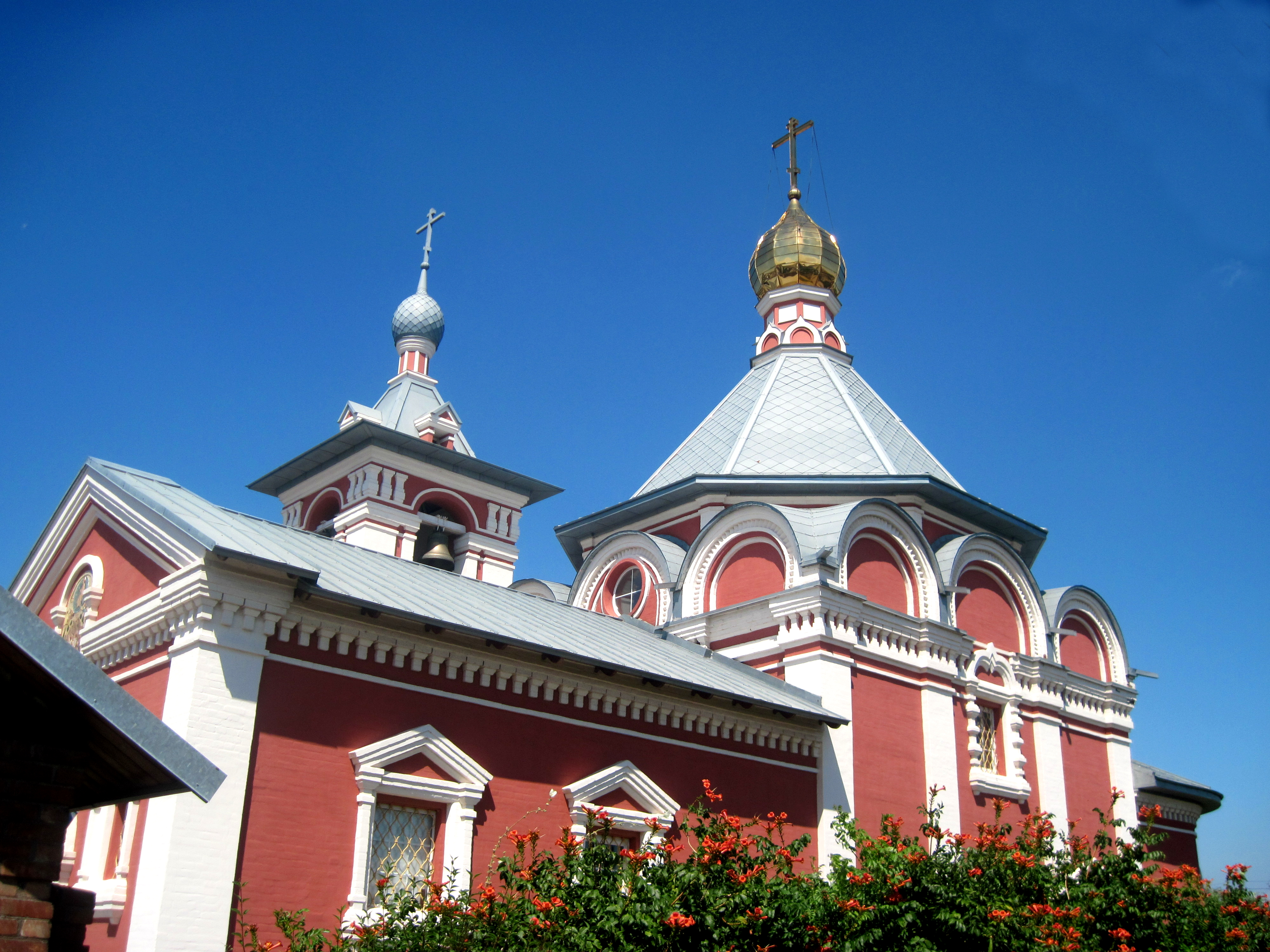
Église de l'Assomption de Bataïsk.

- Rostov-sur-le-Don (Ростов-на-Дону), la capitale administrative
- Aksaï
- Azov
- Bataïsk
- Belaïa Kalitva
- Chakhty
- Donetsk
- Goukovo
- Kamensk-Chakhtinski
- Konstantinovsk
- Krasny Souline
- Millerovo
- Morozovsk
- Novochakhtinsk
- Novotcherkassk
- Proletarsk
- Salsk
- Semikarakorsk
- Taganrog
- Tsimliansk
- Volgodonsk
- Zernograd
- Zverevo

## Économie

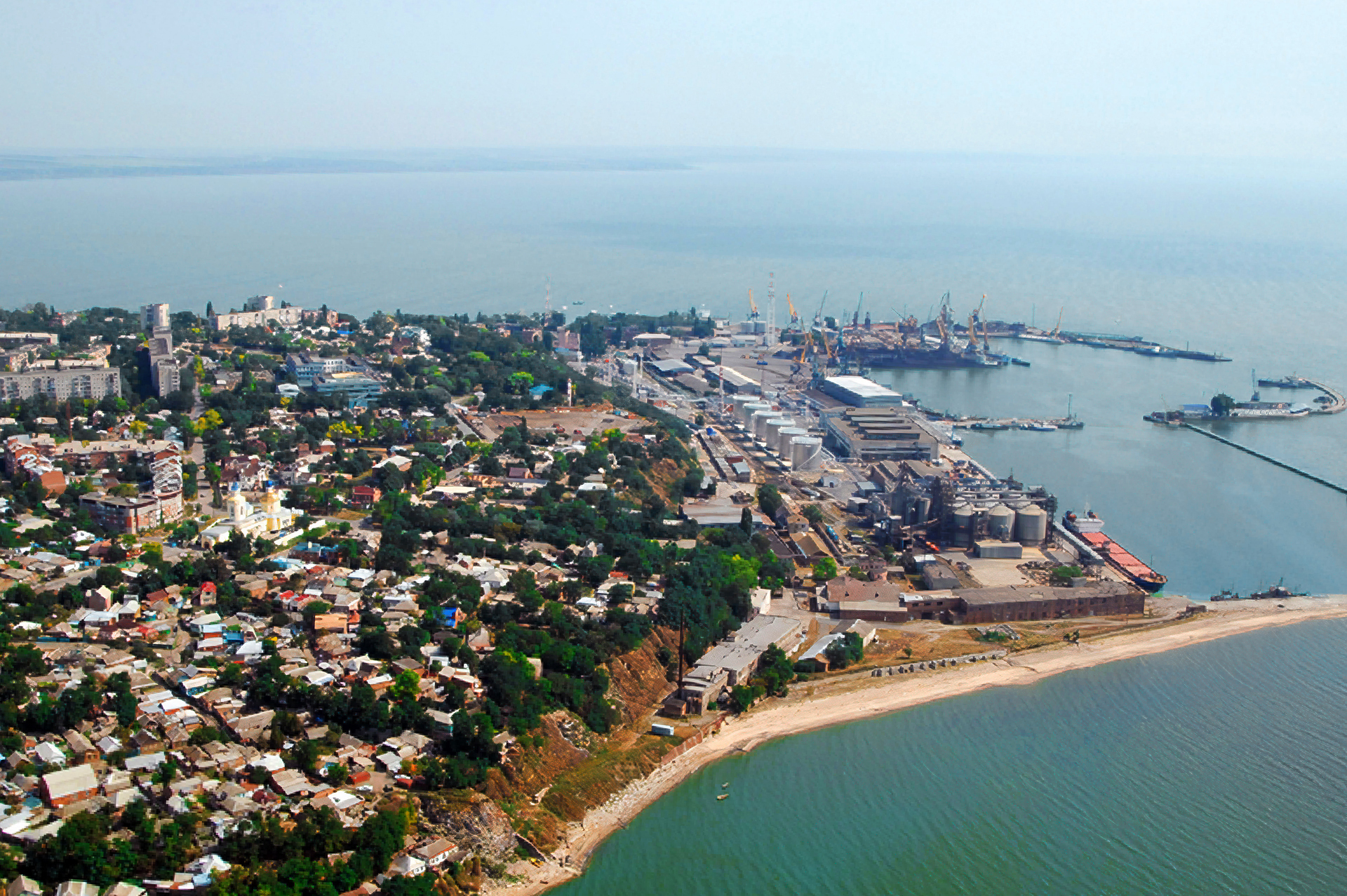
Le port de Taganrog sur la Mer d'Azov.

L’industrie est très développée dans la région, Rostov étant le bastion industriel et économique de la Russie méridionale. Le reste de l'industrie se concentre autour des villes de Taganrog, Chakhty, Novotcherkassk, Volgodonsk, Novochakhtinsk et de Bataïsk. La structure de l'industrie est dominée par les constructions mécaniques (moteurs électriques, machines à coudre, chaudières, moissonneuses-batteuses, les constructions automobiles et aéronautiques, hélicoptères, systèmes de navigation). Le reste comprend les grandes branches de la métallurgie (primaire et de transformation), la chimie et la pétrochimie. Parmi les principales entreprises de l'oblast, il y a lieu de citer entre autres Rostselmach et Ioug Roussi (machines agricoles), les constructions automobiles TagAZ (taganrogski avtomobilny zavod) de Taganrog, Rostvertol (hélicoptères), NEWS (moteurs électriques), Rostov Gasoapparat, les usines Alcoa de Belaïa Kalitva et Tagmet (métallurgie). Il y a enfin une centrale nucléaire à Volgodonsk.
L'agriculture et l’agroalimentaire prennent cependant une part essentielle dans l'activité économique de la région. L'agriculture intensive est rendue possible par les limons fertiles (tchernozions) de la vallée. On y cultive l'orge et le blé, le riz, les fruits et légumes, les plantes condimentaires et même la vigne. Avec le kraï de Krasnodar, c'est l'une des deux plus grandes régions agricoles de la fédération de Russie (premier producteur d'huile de tournesol, deuxième rang pour la production de céréales et de haricots, quatrième rang pour la production de viande et huitième rang pour la production de légumes). Les principales matières premières tirées du sous-sol sont le charbon, le gaz naturel et les matériaux de construction (calcaire, grès, argile et quartzite) : elles rendent la région autonome du point de vue de la construction.

### Infrastructures
L’oblast bénéficie d'une position privilégiée, sur la route reliant Moscou au Caucase et à l’Asie Mineure. Les infrastructures de transport sont bien développées : le dense réseau de routes et de voies ferrées est complété par deux ports maritimes internationaux (Taganrog et Azov) dégagés en permanence des glaces ainsi que par les terminaux fluviaux de Rostov et d’Oust-Donetsk. L'accès à la Volga et à la mer Caspienne est assuré par le canal Volga-Don. L'aéroport international de Rostov est desservi directement depuis Francfort-sur-le-Main et Vienne. Il y a cinq postes douaniers vers l’Ukraine.